# كاربورو (كارولاينا الشمالية)
كاربورو (بالإنجليزية: Carrboro, North Carolina)‏ هي بلدة أمريكية تقع في الولايات المتحدة في مقاطعة أورانج، كارولاينا الشمالية. يقدر عدد سكانها بـ 19,582 نسمة ومساحتها 16.8 كم2 ووترتفع عن سطح البحر 256 متر.

## التركيبة السكانية
حدّد مكتب تعداد الولايات المتحدة بيانات التركيبة السكانية لكاربورو في تعداد الولايات المتحدة. في ما يلي، التركيبة السكانية حسب تعدادي 2000 و2010.

### تعداد عام 2000
بلغ عدد سكان كاربورو 16,782 نسمة بحسب تعداد عام 2000، وبلغ عدد الأسر 7,570 أسرة وعدد العائلات 3,130 عائلة مقيمة في البلدة. في حين سجلت الكثافة السكانية 996 نسمة لكل كيلومتر مربع (2,579.6/ميل2). وبلغ عدد الوحدات السكنية 8,207 وحدة بمتوسط كثافة قدره 487.1 لكل كيلومتر مربع (1,261.6/ميل2).
وتوزع التركيب العرقي للبلدة بنسبة 72.67% من البيض و13.54% من الأمريكيين الأفارقة و0.36% من الأمريكيين الأصليين و5.15% من الأمريكيين ذوي الأصول الآسيوية و0.01% من سكان جزر المحيط الهادئ و5.85% من الأعراق الأخرى و2.42% من عرقين مختلطين أو أكثر و12.29% من الهسبانيون أو اللاتينيون من أي عرق.
بلغ عدد الأسر 7,570 أسرة كانت نسبة 24.5% منها لديها أطفال تحت سن الثامنة عشر تعيش معهم، وبلغت نسبة الأزواج القاطنين مع بعضهم البعض 29.3% من أصل المجموع الكلي للأسر، ونسبة 8.5% من الأسر كان لديها معيلات من الإناث دون وجود شريك،  بينما كانت نسبة 3.5% من الأسر لديها معيلون من الذكور دون وجود شريكة وكانت نسبة 58.7% من غير العائلات. تألفت نسبة 37.1% من أصل جميع الأسر من عدة أفراد يعيشون في نفس المنزل ونسبة 4.5% كانت تتألف من شخص يعيش بمفرده يبلغ من العمر 65 عاماً أو أكثر. وبلغ متوسط حجم الأسرة المعيشية 2.20، أما متوسط حجم العائلات فبلغ 3.01.
بلغ العمر الوسطي للسكان 28.1 عاماً. وكانت نسبة 19% من القاطنين تحت سن الثامنة عشر، وكانت نسبة 21.4% بين الثامنة عشر والرابعة والعشرين عاماً، ونسبة 40.2% كانت واقعةً في الفئة العمرية ما بين الخامسة والعشرين والرابعة والأربعين عاماً، ونسبة 14.1% كانت ما بين الخامسة والأربعين والرابعة والستين، ونسبة 4.5% كانت ضمن فئة الخامسة والستين عاماً فما فوق. يوجد لكل 100 أنثى 95.5 ذكر، ويوجد لكل 100 أنثى في الثامنة عشر من عمرها فما فوق 93.2 ذكر.
بلغ متوسط دخل الأسرة في البلدة 33,527 دولارًا، أما متوسط دخل العائلة فبلغ 47,330 دولارًا. وكان متوسط دخل الذكور 30,099 دولارًا مقابل 31,090 دولارًا للإناث. وسجل دخل الفرد الخاص بالبلدة 21,429 دولارًا. وكانت نسبة 11% من العائلات ونسبة 19% من السكان تحت خط الفقر، وكان من هؤلاء نسبة 13.7% تحت سن الثامنة عشر ونسبة 6.1% في الخامسة والستين من العمر وما فوق.

### تعداد عام 2010
بلغ عدد سكان كاربورو 19,582 نسمة بحسب تعداد عام 2010، وبلغ عدد الأسر 8,625 أسرة وعدد العائلات 4,020 عائلة مقيمة في البلدة. في حين سجلت الكثافة السكانية 1,162.1 نسمة لكل كيلومتر مربع (3,009.8/ميل2). وبلغ عدد الوحدات السكنية 9,258 وحدة بمتوسط كثافة قدره 549.4 لكل كيلومتر مربع (1,422.9/ميل2).
وتوزع التركيب العرقي للبلدة بنسبة 70.94% من البيض و10.06% من الأمريكيين الأفارقة و0.42% من الأمريكيين الأصليين و8.15% من الأمريكيين ذوي الأصول الآسيوية و0.04% من سكان جزر المحيط الهادئ و7.51% من الأعراق الأخرى و2.89% من عرقين مختلطين أو أكثر و13.82% من الهسبانيون أو اللاتينيون من أي عرق.
بلغ عدد الأسر 8,625 أسرة كانت نسبة 27.5% منها لديها أطفال تحت سن الثامنة عشر تعيش معهم، وبلغت نسبة الأزواج القاطنين مع بعضهم البعض 34.5% من أصل المجموع الكلي للأسر، ونسبة 8.8% من الأسر كان لديها معيلات من الإناث دون وجود شريك،  بينما كانت نسبة 3.3% من الأسر لديها معيلون من الذكور دون وجود شريكة وكانت نسبة 53.4% من غير العائلات. تألفت نسبة 35.5% من أصل جميع الأسر من عدة أفراد يعيشون في نفس المنزل ونسبة 5.3% كانت تتألف من شخص يعيش بمفرده يبلغ من العمر 65 عاماً أو أكثر. وبلغ متوسط حجم الأسرة المعيشية 2.27، أما متوسط حجم العائلات فبلغ 3.07.
بلغ العمر الوسطي للسكان 30.1 عاماً. وكانت نسبة 21.5% من القاطنين تحت سن الثامنة عشر، وكانت نسبة 15.5% بين الثامنة عشر والرابعة والعشرين عاماً، ونسبة 36.1% كانت واقعةً في الفئة العمرية ما بين الخامسة والعشرين والرابعة والأربعين عاماً، ونسبة 21.7% كانت ما بين الخامسة والأربعين والرابعة والستين، ونسبة 5.3% كانت ضمن فئة الخامسة والستين عاماً فما فوق. وتوزع التركيب الجنسي للسكان بنسبة 48.4% ذكور و51.6% إناث.